# 小行星2992
小行星2992（2992 Vondel）是一颗围绕太阳公转的小行星。1960年9月24日，C. J. 万·豪敦、I. 万·豪敦-格勒内费尔德、T. 赫雷爾斯在帕洛马山发现了此天体。
該小行星以荷蘭詩人和劇作家約斯特·范·登·馮德爾命名。
这颗小行星的绝对星等为267.6278166193773等。